# Férfi vízilabdatorna a 2004. évi nyári olimpiai játékokon
A 2004. évi nyári olimpiai játékokon a férfi vízilabdatornát augusztus 15. és 29. között rendezték az athéni Központi Olimpiai Uszodában. A tornán 12 nemzet csapata vett részt. A címvédő a magyar válogatott volt, amely megvédte címét.

## Lebonyolítás
A csapatokat 2 darab 6 csapatból álló csoportba sorsolták. A csoporton belül körmérkőzések döntötték el a csoportok végeredményét. Azonos pontszám esetén az egymás elleni eredmény döntött. A csoportmérkőzések után az 1. helyezettek közvetlenül az elődöntőbe kerültek. A 2. és a 3. helyezettek keresztbejátszással döntötték el az elődöntőbe jutást. A két vesztes csapat az 5. helyért mérkőzött. Az elődöntő győztesei játszották a döntőt, a vesztesek a bronzéremért játszhattak.
Az alsó ágon a 4. helyezett automatikusan a legjobb 10 közé került, míg az 5. és a 6. helyezettek keresztbe játszással döntötték el a legjobb 10 közé kerülést. A két vesztes a 11. helyért játszott. A legjobb 10 között rendezett két párosítás győztese a 7., a két vesztes a 9. helyért mérkőzhetett.

## Csoportkör
| Színmagyarázat                                                                                   |
| ------------------------------------------------------------------------------------------------ |
| A csoportok első helyezettjei bejutottak az elődöntőbe.                                          |
| A csoportok második és harmadik helyezettjei a 4 közé jutásért egy további mérkőzést játszottak. |
| A csoportok negyedik helyezettjei a 7–10. helyért játszhattak.                                   |
| A csoportok ötödik és hatodik helyezettjei a 10 közé jutásért egy további mérkőzést játszottak.  |

### A csoport
| Csapat                      | M | Gy | D | V | G+ | G– | Gk  | P  |
| --------------------------- | - | -- | - | - | -- | -- | --- | -- |
| Magyarország (HUN)          | 5 | 5  | 0 | 0 | 44 | 27 | +17 | 10 |
| Szerbia és Montenegró (SCG) | 5 | 4  | 0 | 1 | 37 | 26 | +11 | 8  |
| Oroszország (RUS)           | 5 | 3  | 0 | 2 | 32 | 28 | +4  | 6  |
| Egyesült Államok (USA)      | 5 | 2  | 0 | 3 | 32 | 37 | –5  | 4  |
| Horvátország (CRO)          | 5 | 1  | 0 | 4 | 35 | 41 | –6  | 2  |
| Kazahsztán (KAZ)            | 5 | 0  | 0 | 5 | 21 | 42 | –21 | 0  |

| 2004. augusztus 15. 10:45 | Oroszország (RUS)     | 5–2 | Kazahsztán (KAZ)  | Központi Olimpiai Uszoda Játékvezetők: Vlastimil Kratochvil (SVK), Radostaw Koryzna (POL) |
| 2004. augusztus 15. 10:45 | (0–0, 1–0, 2–1, 2–1)  |     |                   | Központi Olimpiai Uszoda Játékvezetők: Vlastimil Kratochvil (SVK), Radostaw Koryzna (POL) |
| 2004. augusztus 15. 10:45 | Csomahidze, Gorskov 2 |     | Elke, Szmolovoj 1 | Központi Olimpiai Uszoda Játékvezetők: Vlastimil Kratochvil (SVK), Radostaw Koryzna (POL) |

| 2004. augusztus 15. 16:30 | Szerbia és Montenegró (SCG) | 4–6 | Magyarország (HUN) | Központi Olimpiai Uszoda Játékvezetők: Sergio Borrell (ESP), Roberto Petronilli (ITA) |
| 2004. augusztus 15. 16:30 | (1–0, 2–3, 1–0, 0–3)        |     |                    | Központi Olimpiai Uszoda Játékvezetők: Sergio Borrell (ESP), Roberto Petronilli (ITA) |
| 2004. augusztus 15. 16:30 | Trbojević 2                 |     | Kiss 2             | Központi Olimpiai Uszoda Játékvezetők: Sergio Borrell (ESP), Roberto Petronilli (ITA) |

| 2004. augusztus 15. 22:15 | Horvátország (CRO)   | 6–7 | Egyesült Államok (USA) | Központi Olimpiai Uszoda Játékvezetők: Erhan Tulga (TUR), Peter Bookelman (NED) |
| 2004. augusztus 15. 22:15 | (0–0, 0–3, 2–1, 4–3) |     |                        | Központi Olimpiai Uszoda Játékvezetők: Erhan Tulga (TUR), Peter Bookelman (NED) |
| 2004. augusztus 15. 22:15 | Štritof 3            |     | Azevedo 3              | Központi Olimpiai Uszoda Játékvezetők: Erhan Tulga (TUR), Peter Bookelman (NED) |

| 2004. augusztus 17. 16:30 | Kazahsztán (KAZ)     | 6–9 | Egyesült Államok (USA) | Központi Olimpiai Uszoda Játékvezetők: Decio Patelli (BRA), Torsten Bock (GER) |
| 2004. augusztus 17. 16:30 | (1–1, 3–4, 0–1, 2–3) |     |                        | Központi Olimpiai Uszoda Játékvezetők: Decio Patelli (BRA), Torsten Bock (GER) |
| 2004. augusztus 17. 16:30 | Drozdov 3            |     | Wigo 4                 | Központi Olimpiai Uszoda Játékvezetők: Decio Patelli (BRA), Torsten Bock (GER) |

| 2004. augusztus 17. 17:45 | Oroszország (RUS)    | 3–4 | Szerbia és Montenegró (SCG) | Központi Olimpiai Uszoda Játékvezetők: Erhan Tulga (TUR), Roberto Petronilli (ITA) |
| 2004. augusztus 17. 17:45 | (1–1, 1–1, 0–1, 1–1) |     |                             | Központi Olimpiai Uszoda Játékvezetők: Erhan Tulga (TUR), Roberto Petronilli (ITA) |
| 2004. augusztus 17. 17:45 | három játékos 1      |     | Trbojević 2                 | Központi Olimpiai Uszoda Játékvezetők: Erhan Tulga (TUR), Roberto Petronilli (ITA) |

| 2004. augusztus 17. 22:15 | Magyarország (HUN)   | 10–8 | Horvátország (CRO) | Központi Olimpiai Uszoda Játékvezetők: Sergio Borrell (ESP), Peter Bookelman (NED) |
| 2004. augusztus 17. 22:15 | (1–0, 4–2, 4–4, 1–2) |      |                    | Központi Olimpiai Uszoda Játékvezetők: Sergio Borrell (ESP), Peter Bookelman (NED) |
| 2004. augusztus 17. 22:15 | Kásás, Biros 3       |      | Burić, Štritof 2   | Központi Olimpiai Uszoda Játékvezetők: Sergio Borrell (ESP), Peter Bookelman (NED) |

| 2004. augusztus 19. 09:30 | Szerbia és Montenegró (SCG) | 9–5 | Kazahsztán (KAZ) | Központi Olimpiai Uszoda Játékvezetők: Daniel Legare (CAN), Mohamed Sayed Mahmoud (EGY) |
| 2004. augusztus 19. 09:30 | (3–1, 2–1, 1–1, 3–2)        |     |                  | Központi Olimpiai Uszoda Játékvezetők: Daniel Legare (CAN), Mohamed Sayed Mahmoud (EGY) |
| 2004. augusztus 19. 09:30 | Šapić 3                     |     | Zsiljajev 3      | Központi Olimpiai Uszoda Játékvezetők: Daniel Legare (CAN), Mohamed Sayed Mahmoud (EGY) |

| 2004. augusztus 19. 10:45 | Egyesült Államok (USA) | 5–7 | Magyarország (HUN) | Központi Olimpiai Uszoda Játékvezetők: Boris Margeta (SLO), Erhan Tulga (TUR) |
| 2004. augusztus 19. 10:45 | (2–2, 2–3, 0–1, 1–1)   |     |                    | Központi Olimpiai Uszoda Játékvezetők: Boris Margeta (SLO), Erhan Tulga (TUR) |
| 2004. augusztus 19. 10:45 | Azevedo 2              |     | Varga, Madaras 2   | Központi Olimpiai Uszoda Játékvezetők: Boris Margeta (SLO), Erhan Tulga (TUR) |

| 2004. augusztus 19. 22:15 | Horvátország (CRO)   | 8–9 | Oroszország (RUS) | Központi Olimpiai Uszoda Játékvezetők: Nikolaos Stavropoulos (GRE), Vlastimil Kratochvil (SVK) |
| 2004. augusztus 19. 22:15 | (2–2, 2–3, 1–1, 3–3) |     |                   | Központi Olimpiai Uszoda Játékvezetők: Nikolaos Stavropoulos (GRE), Vlastimil Kratochvil (SVK) |
| 2004. augusztus 19. 22:15 | Franković, Fatović 2 |     | Zinnurov 2        | Központi Olimpiai Uszoda Játékvezetők: Nikolaos Stavropoulos (GRE), Vlastimil Kratochvil (SVK) |

| 2004. augusztus 21. 09:30 | Kazahsztán (KAZ)     | 4–14 | Magyarország (HUN) | Központi Olimpiai Uszoda Játékvezetők: Radostaw Koryzna (POL), Decio Patelli (BRA) |
| 2004. augusztus 21. 09:30 | (1–3, 0–4, 2–4, 1–3) |      |                    | Központi Olimpiai Uszoda Játékvezetők: Radostaw Koryzna (POL), Decio Patelli (BRA) |
| 2004. augusztus 21. 09:30 | négy játékos 1       |      | Kásás, Kiss 3      | Központi Olimpiai Uszoda Játékvezetők: Radostaw Koryzna (POL), Decio Patelli (BRA) |

| 2004. augusztus 21. 21:00 | Szerbia és Montenegró (SCG) | 11–8 | Horvátország (CRO) | Központi Olimpiai Uszoda Játékvezetők: Roberto Petronilli (ITA), Peter Bookelman (NED) |
| 2004. augusztus 21. 21:00 | (2–1, 4–2, 3–3, 2–2)        |      |                    | Központi Olimpiai Uszoda Játékvezetők: Roberto Petronilli (ITA), Peter Bookelman (NED) |
| 2004. augusztus 21. 21:00 | Šapić 5                     |      | három játékos 2    | Központi Olimpiai Uszoda Játékvezetők: Roberto Petronilli (ITA), Peter Bookelman (NED) |

| 2004. augusztus 21. 22:15 | Oroszország (RUS)     | 9–7 | Egyesült Államok (USA) | Központi Olimpiai Uszoda Játékvezetők: Sergio Borrell (ESP), Torsten Bock (GER) |
| 2004. augusztus 21. 22:15 | (3–1, 3–3, 2–0, 1–3)  |     |                        | Központi Olimpiai Uszoda Játékvezetők: Sergio Borrell (ESP), Torsten Bock (GER) |
| 2004. augusztus 21. 22:15 | Jerisov, Csomahidze 3 |     | Beaubien, Azevedo 2    | Központi Olimpiai Uszoda Játékvezetők: Sergio Borrell (ESP), Torsten Bock (GER) |

| 2004. augusztus 23. 10:45 | Horvátország (CRO)   | 5–4 | Kazahsztán (KAZ) | Központi Olimpiai Uszoda Játékvezetők: Radu Sorin Matache (ROU), Pavel Rezek (CZE) |
| 2004. augusztus 23. 10:45 | (2–2, 2–0, 0–0, 1–2) |     |                  | Központi Olimpiai Uszoda Játékvezetők: Radu Sorin Matache (ROU), Pavel Rezek (CZE) |
| 2004. augusztus 23. 10:45 | Smodlaka 2           |     | négy játékos 1   | Központi Olimpiai Uszoda Játékvezetők: Radu Sorin Matache (ROU), Pavel Rezek (CZE) |

| 2004. augusztus 23. 18:15 | Oroszország (RUS)    | 6–7 | Magyarország (HUN) | Központi Olimpiai Uszoda Játékvezetők: Boris Margeta (SLO), Nikolaos Stavropoulos (GRE) |
| 2004. augusztus 23. 18:15 | (1–2, 1–1, 1–3, 3–1) |     |                    | Központi Olimpiai Uszoda Játékvezetők: Boris Margeta (SLO), Nikolaos Stavropoulos (GRE) |
| 2004. augusztus 23. 18:15 | Jerisov, Garbuzov 2  |     | Kiss 2             | Központi Olimpiai Uszoda Játékvezetők: Boris Margeta (SLO), Nikolaos Stavropoulos (GRE) |

| 2004. augusztus 23. 21:00 | Egyesült Államok (USA) | 4–9 | Szerbia és Montenegró (SCG) | Központi Olimpiai Uszoda Játékvezetők: Erhan Tulga (TUR), Sergio Borrell (ESP) |
| 2004. augusztus 23. 21:00 | (1–2, 1–2, 1–3, 1–2)   |     |                             | Központi Olimpiai Uszoda Játékvezetők: Erhan Tulga (TUR), Sergio Borrell (ESP) |
| 2004. augusztus 23. 21:00 | négy játékos 1         |     | Šapić 3                     | Központi Olimpiai Uszoda Játékvezetők: Erhan Tulga (TUR), Sergio Borrell (ESP) |

### B csoport
| Csapat              | M | Gy | D | V | G+ | G– | Gk  | P |
| ------------------- | - | -- | - | - | -- | -- | --- | - |
| Görögország (GRE)   | 5 | 4  | 0 | 1 | 43 | 27 | +16 | 8 |
| Németország (GER)   | 5 | 3  | 1 | 1 | 40 | 28 | +12 | 7 |
| Spanyolország (ESP) | 5 | 3  | 0 | 2 | 35 | 31 | +4  | 6 |
| Olaszország (ITA)   | 5 | 3  | 0 | 2 | 39 | 24 | +15 | 6 |
| Ausztrália (AUS)    | 5 | 1  | 1 | 3 | 37 | 35 | +2  | 4 |
| Egyiptom (EGY)      | 5 | 0  | 0 | 5 | 18 | 67 | –49 | 0 |

| 2004. augusztus 15. 09:30 | Egyiptom (EGY)       | 3–14 | Ausztrália (AUS) | Központi Olimpiai Uszoda Játékvezetők: Kiszelly Gábor (HUN), Hector Valcarce (ARG) |
| 2004. augusztus 15. 09:30 | (1–3, 0–5, 1–4, 1–2) |      |                  | Központi Olimpiai Uszoda Játékvezetők: Kiszelly Gábor (HUN), Hector Valcarce (ARG) |
| 2004. augusztus 15. 09:30 | három játékos 1      |      | Miller 3         | Központi Olimpiai Uszoda Játékvezetők: Kiszelly Gábor (HUN), Hector Valcarce (ARG) |

| 2004. augusztus 15. 17:45 | Olaszország (ITA)    | 4–5 | Spanyolország (ESP) | Központi Olimpiai Uszoda Játékvezetők: Boris Margeta (SLO), Zoran Tomic (CRO) |
| 2004. augusztus 15. 17:45 | (1–2, 1–3, 0–0, 2–0) |     |                     | Központi Olimpiai Uszoda Játékvezetők: Boris Margeta (SLO), Zoran Tomic (CRO) |
| 2004. augusztus 15. 17:45 | négy játékos 1       |     | öt játékos 1        | Központi Olimpiai Uszoda Játékvezetők: Boris Margeta (SLO), Zoran Tomic (CRO) |

| 2004. augusztus 15. 21:00 | Németország (GER)    | 5–4 | Görögország (GRE) | Központi Olimpiai Uszoda Játékvezetők: Mario Brguljan (SCG), Andrei Afanasiev (RUS) |
| 2004. augusztus 15. 21:00 | (2–2, 0–1, 2–1, 1–0) |     |                   | Központi Olimpiai Uszoda Játékvezetők: Mario Brguljan (SCG), Andrei Afanasiev (RUS) |
| 2004. augusztus 15. 21:00 | öt játékos 1         |     | négy játékos 1    | Központi Olimpiai Uszoda Játékvezetők: Mario Brguljan (SCG), Andrei Afanasiev (RUS) |

| 2004. augusztus 17. 09:30 | Ausztrália (AUS)     | 4–8 | Olaszország (ITA) | Központi Olimpiai Uszoda Játékvezetők: Zoran Tomic (CRO), Aaron Chaney (USA) |
| 2004. augusztus 17. 09:30 | (1–1, 2–2, 0–3, 1–2) |     |                   | Központi Olimpiai Uszoda Játékvezetők: Zoran Tomic (CRO), Aaron Chaney (USA) |
| 2004. augusztus 17. 09:30 | Whalan 2             |     | Postiglione 3     | Központi Olimpiai Uszoda Játékvezetők: Zoran Tomic (CRO), Aaron Chaney (USA) |

| 2004. augusztus 17. 10:45 | Németország (GER)    | 13–3 | Egyiptom (EGY)  | Központi Olimpiai Uszoda Játékvezetők: Pavel Rezek (CZE), Guy Pinker (RSA) |
| 2004. augusztus 17. 10:45 | (4–0, 5–0, 2–0, 2–3) |      |                 | Központi Olimpiai Uszoda Játékvezetők: Pavel Rezek (CZE), Guy Pinker (RSA) |
| 2004. augusztus 17. 10:45 | Politze 5            |      | három játékos 1 | Központi Olimpiai Uszoda Játékvezetők: Pavel Rezek (CZE), Guy Pinker (RSA) |

| 2004. augusztus 17. 21:00 | Görögország (GRE)         | 15–4 | Spanyolország (ESP) | Központi Olimpiai Uszoda Játékvezetők: Vlastimil Kratochvil (SVK), Boris Margeta (SLO) |
| 2004. augusztus 17. 21:00 | (2–1, 4–1, 1–2, 1–1)      |      |                     | Központi Olimpiai Uszoda Játékvezetők: Vlastimil Kratochvil (SVK), Boris Margeta (SLO) |
| 2004. augusztus 17. 21:00 | Hadzitheodóru, Szhízasz 2 |      | öt játékos 1        | Központi Olimpiai Uszoda Játékvezetők: Vlastimil Kratochvil (SVK), Boris Margeta (SLO) |

| 2004. augusztus 19. 16:30 | Spanyolország (ESP)  | 8–4 | Ausztrália (AUS) | Központi Olimpiai Uszoda Játékvezetők: Alan Balfanbayev (KAZ), Zoran Tomic (CRO) |
| 2004. augusztus 19. 16:30 | (2–1, 3–1, 1–1, 2–1) |     |                  | Központi Olimpiai Uszoda Játékvezetők: Alan Balfanbayev (KAZ), Zoran Tomic (CRO) |
| 2004. augusztus 19. 16:30 | három játékos 2      |     | négy játékos 1   | Központi Olimpiai Uszoda Játékvezetők: Alan Balfanbayev (KAZ), Zoran Tomic (CRO) |

| 2004. augusztus 19. 17:45 | Olaszország (ITA)    | 10–5 | Németország (GER) | Központi Olimpiai Uszoda Játékvezetők: Mario Brguljan (SCG), Andrei Afanasiev (RUS) |
| 2004. augusztus 19. 17:45 | (2–0, 1–2, 3–2, 4–1) |      |                   | Központi Olimpiai Uszoda Játékvezetők: Mario Brguljan (SCG), Andrei Afanasiev (RUS) |
| 2004. augusztus 19. 17:45 | Postiglione 4        |      | Nossek 3          | Központi Olimpiai Uszoda Játékvezetők: Mario Brguljan (SCG), Andrei Afanasiev (RUS) |

| 2004. augusztus 19. 21:00 | Egyiptom (EGY)       | 4–15 | Görögország (GRE) | Központi Olimpiai Uszoda Játékvezetők: Radu Sorin Matache (ROU), Zhong Haotian (CHN) |
| 2004. augusztus 19. 21:00 | (0–5, 0–2, 2–3, 2–5) |      |                   | Központi Olimpiai Uszoda Játékvezetők: Radu Sorin Matache (ROU), Zhong Haotian (CHN) |
| 2004. augusztus 19. 21:00 | négy játékos 1       |      | Thomákosz 5       | Központi Olimpiai Uszoda Játékvezetők: Radu Sorin Matache (ROU), Zhong Haotian (CHN) |

| 2004. augusztus 21. 10:45 | Egyiptom (EGY)       | 4–13 | Olaszország (ITA)      | Központi Olimpiai Uszoda Játékvezetők: Pavel Rezek (CZE), Guy Pinker (RSA) |
| 2004. augusztus 21. 10:45 | (1–3, 1–0, 2–5, 0–5) |      |                        | Központi Olimpiai Uszoda Játékvezetők: Pavel Rezek (CZE), Guy Pinker (RSA) |
| 2004. augusztus 21. 10:45 | El-Sammany 2         |      | Calcaterra, Angelini 3 | Központi Olimpiai Uszoda Játékvezetők: Pavel Rezek (CZE), Guy Pinker (RSA) |

| 2004. augusztus 21. 16:30 | Németország (GER)    | 11–5 | Spanyolország (ESP) | Központi Olimpiai Uszoda Játékvezetők: Erhan Tulga (TUR), Mario Brguljan (SCG) |
| 2004. augusztus 21. 16:30 | (3–2, 2–0, 4–3, 2–0) |      |                     | Központi Olimpiai Uszoda Játékvezetők: Erhan Tulga (TUR), Mario Brguljan (SCG) |
| 2004. augusztus 21. 16:30 | Wollthan 3           |      | öt játékos 1        | Központi Olimpiai Uszoda Játékvezetők: Erhan Tulga (TUR), Mario Brguljan (SCG) |

| 2004. augusztus 21. 17:45 | Görögország (GRE)    | 10–9 | Ausztrália (AUS) | Központi Olimpiai Uszoda Játékvezetők: Alan Balfanbayev (KAZ), Kiszelly Gábor (HUN) |
| 2004. augusztus 21. 17:45 | (2–2, 3–2, 3–2, 2–3) |      |                  | Központi Olimpiai Uszoda Játékvezetők: Alan Balfanbayev (KAZ), Kiszelly Gábor (HUN) |
| 2004. augusztus 21. 17:45 | Hadzitheodóru 3      |      | három játékos 2  | Központi Olimpiai Uszoda Játékvezetők: Alan Balfanbayev (KAZ), Kiszelly Gábor (HUN) |

| 2004. augusztus 23. 09:30 | Németország (GER)    | 6–6 | Ausztrália (AUS) | Központi Olimpiai Uszoda Játékvezetők: Vlastimil Kratochvil (SVK), Mario Brguljan (SCG) |
| 2004. augusztus 23. 09:30 | (1–3, 2–1, 1–0, 2–2) |     |                  | Központi Olimpiai Uszoda Játékvezetők: Vlastimil Kratochvil (SVK), Mario Brguljan (SCG) |
| 2004. augusztus 23. 09:30 | Politze, Nossek 2    |     | Woods 3          | Központi Olimpiai Uszoda Játékvezetők: Vlastimil Kratochvil (SVK), Mario Brguljan (SCG) |

| 2004. augusztus 23. 17:00 | Spanyolország (ESP)  | 12–4 | Egyiptom (EGY) | Központi Olimpiai Uszoda Játékvezetők: Hector Valcarce (ARG), Zhong Haotian (CHN) |
| 2004. augusztus 23. 17:00 | (4–1, 3–0, 2–1, 3–2) |      |                | Központi Olimpiai Uszoda Játékvezetők: Hector Valcarce (ARG), Zhong Haotian (CHN) |
| 2004. augusztus 23. 17:00 | Hernández, Gómez 3   |      | El-Helw 2      | Központi Olimpiai Uszoda Játékvezetők: Hector Valcarce (ARG), Zhong Haotian (CHN) |

| 2004. augusztus 23. 22:15 | Olaszország (ITA)    | 4–6 | Görögország (GRE) | Központi Olimpiai Uszoda Játékvezetők: Alan Balfanbayev (KAZ), Peter Bookelman (NED) |
| 2004. augusztus 23. 22:15 | (0–1, 2–1, 1–2, 1–2) |     |                   | Központi Olimpiai Uszoda Játékvezetők: Alan Balfanbayev (KAZ), Peter Bookelman (NED) |
| 2004. augusztus 23. 22:15 | Bencivenga 2         |     | hat játékos 1     | Központi Olimpiai Uszoda Játékvezetők: Alan Balfanbayev (KAZ), Peter Bookelman (NED) |

## Rájátszás
|  |               |                             |               |                   |                    |               |                             |                    |                             |                             |               |               |               |
|  | Negyeddöntők  | Negyeddöntők                | Negyeddöntők  |                   |                    | Elődöntők     | Elődöntők                   | Elődöntők          |                             |                             | Döntő         | Döntő         | Döntő         |
|  | Negyeddöntők  | Negyeddöntők                | Negyeddöntők  |                   |                    | Elődöntők     | Elődöntők                   | Elődöntők          |                             |                             | Döntő         | Döntő         | Döntő         |
|  | augusztus 25. | augusztus 25.               | augusztus 25. | augusztus 27.     | augusztus 27.      | augusztus 27. |                             |                    |                             |                             |               |               |               |
|  | augusztus 25. | augusztus 25.               | augusztus 25. | augusztus 27.     | augusztus 27.      | augusztus 27. |                             |                    |                             |                             |               |               |               |
|  | B2            | Németország (GER)           | 5             | A1                | Magyarország (HUN) | 7             |                             |                    |                             |                             |               |               |               |
|  | B2            | Németország (GER)           | 5             | A1                | Magyarország (HUN) | 7             |                             |                    |                             |                             |               |               |               |
|  | A3            | Oroszország (RUS)           | 12            |                   |                    |               | Oroszország (RUS)           | 5                  |                             |                             | augusztus 29. | augusztus 29. | augusztus 29. |
|  | A3            | Oroszország (RUS)           | 12            |                   |                    |               | Oroszország (RUS)           | 5                  |                             |                             | augusztus 29. | augusztus 29. | augusztus 29. |
|  |               |                             |               |                   |                    |               | Magyarország (HUN)          | Magyarország (HUN) | 8                           |                             |               |               |               |
|  |               |                             |               |                   |                    |               | Magyarország (HUN)          | Magyarország (HUN) | 8                           |                             |               |               |               |
|  | augusztus 25. | augusztus 25.               | augusztus 25. | augusztus 27.     | augusztus 27.      | augusztus 27. |                             |                    | Szerbia és Montenegró (SCG) | Szerbia és Montenegró (SCG) | 7             |               |               |
|  | augusztus 25. | augusztus 25.               | augusztus 25. | augusztus 27.     | augusztus 27.      | augusztus 27. |                             |                    | Szerbia és Montenegró (SCG) | Szerbia és Montenegró (SCG) | 7             |               |               |
|  | A2            | Szerbia és Montenegró (SCG) | 7             | B1                | Görögország (GRE)  | 3             |                             |                    |                             |                             |               |               |               |
|  | A2            | Szerbia és Montenegró (SCG) | 7             | B1                | Görögország (GRE)  | 3             |                             |                    |                             |                             |               |               |               |
|  | B3            | Spanyolország (ESP)         | 5             |                   |                    |               | Szerbia és Montenegró (SCG) | 7                  |                             |                             | Bronzmérkőzés | Bronzmérkőzés | Bronzmérkőzés |
|  | B3            | Spanyolország (ESP)         | 5             |                   |                    |               | Szerbia és Montenegró (SCG) | 7                  |                             |                             | Bronzmérkőzés | Bronzmérkőzés | Bronzmérkőzés |
|  |               |                             |               |                   |                    |               | augusztus 29.               |                    |                             |                             |               |               |               |
|  |               |                             |               |                   |                    |               |                             |                    |                             |                             |               |               |               |
|  |               |                             |               | Oroszország (RUS) | Oroszország (RUS)  | 6             |                             |                    |                             |                             |               |               |               |
|  |               |                             |               | Oroszország (RUS) | Oroszország (RUS)  | 6             |                             |                    |                             |                             |               |               |               |
|  |               |                             |               | Görögország (GRE) | Görögország (GRE)  | 5             |                             |                    |                             |                             |               |               |               |
|  |               |                             |               | Görögország (GRE) | Görögország (GRE)  | 5             |                             |                    |                             |                             |               |               |               |
|  |               |                             |               |                   |                    |               |                             |                    |                             |                             |               |               |               |

### A 10 közé jutásért
| 2004. augusztus 25. 09:30 | Kazahsztán (KAZ)     | 5–10 | Ausztrália (AUS)   | Központi Olimpiai Uszoda Játékvezetők: Radu Sorin Matache (ROU), Decio Patelli (BRA) |
| 2004. augusztus 25. 09:30 | (2–2, 1–4, 1–3, 1–1) |      |                    | Központi Olimpiai Uszoda Játékvezetők: Radu Sorin Matache (ROU), Decio Patelli (BRA) |
| 2004. augusztus 25. 09:30 | Elke 2               |      | Figlioli, Thomas 2 | Központi Olimpiai Uszoda Játékvezetők: Radu Sorin Matache (ROU), Decio Patelli (BRA) |

| 2004. augusztus 25. 10:45 | Horvátország (CRO)   | 12–1 | Egyiptom (EGY) | Központi Olimpiai Uszoda Játékvezetők: Zhong Haotian (CHN), Guy Pinker (RSA) |
| 2004. augusztus 25. 10:45 | (4–0, 2–0, 4–0, 2–1) |      |                | Központi Olimpiai Uszoda Játékvezetők: Zhong Haotian (CHN), Guy Pinker (RSA) |
| 2004. augusztus 25. 10:45 | Burić 3              |      | Rezk 1         | Központi Olimpiai Uszoda Játékvezetők: Zhong Haotian (CHN), Guy Pinker (RSA) |

### Az elődöntőbe jutásért
| 2004. augusztus 25. 17:00 | Oroszország (RUS)    | 12–5 | Németország (GER) | Központi Olimpiai Uszoda Játékvezetők: Roberto Petronilli (ITA), Peter Bookelman (NED) |
| 2004. augusztus 25. 17:00 | (2–1, 2–1, 5–0, 3–3) |      |                   | Központi Olimpiai Uszoda Játékvezetők: Roberto Petronilli (ITA), Peter Bookelman (NED) |
| 2004. augusztus 25. 17:00 | három játékos 3      |      | öt játékos 1      | Központi Olimpiai Uszoda Játékvezetők: Roberto Petronilli (ITA), Peter Bookelman (NED) |

| 2004. augusztus 25. 18:15 | Szerbia és Montenegró (SCG) | 7–5 | Spanyolország (ESP) | Központi Olimpiai Uszoda Játékvezetők: Erhan Tulga (TUR), Aaron Chaney (USA) |
| 2004. augusztus 25. 18:15 | (3–2, 2–0, 0–2, 2–1)        |     |                     | Központi Olimpiai Uszoda Játékvezetők: Erhan Tulga (TUR), Aaron Chaney (USA) |
| 2004. augusztus 25. 18:15 | Šapić 3                     |     | öt játékos 1        | Központi Olimpiai Uszoda Játékvezetők: Erhan Tulga (TUR), Aaron Chaney (USA) |

### A 7–10. helyért
| 2004. augusztus 27. 10:45 | Egyesült Államok (USA) | 6–5 | Ausztrália (AUS) | Központi Olimpiai Uszoda Játékvezetők: Radu Sorin Matache (ROU), Daniel Legare (CAN) |
| 2004. augusztus 27. 10:45 | (2–0, 1–1, 2–2, 1–2)   |     |                  | Központi Olimpiai Uszoda Játékvezetők: Radu Sorin Matache (ROU), Daniel Legare (CAN) |
| 2004. augusztus 27. 10:45 | Azevedo 3              |     | Figlioli 3       | Központi Olimpiai Uszoda Játékvezetők: Radu Sorin Matache (ROU), Daniel Legare (CAN) |

| 2004. augusztus 27. 17:00 | Olaszország (ITA)    | 11–7 | Horvátország (CRO) | Központi Olimpiai Uszoda Játékvezetők: Andrei Afanasiev (RUS), Radostaw Koryzna (POL) |
| 2004. augusztus 27. 17:00 | (2–1, 3–4, 1–1, 5–1) |      |                    | Központi Olimpiai Uszoda Játékvezetők: Andrei Afanasiev (RUS), Radostaw Koryzna (POL) |
| 2004. augusztus 27. 17:00 | Bencivenga 3         |      | Franković 3        | Központi Olimpiai Uszoda Játékvezetők: Andrei Afanasiev (RUS), Radostaw Koryzna (POL) |

### Elődöntők
| 2004. augusztus 27. 18:15 | Magyarország (HUN)   | 7–5 | Oroszország (RUS) | Központi Olimpiai Uszoda Játékvezetők: Aaron Chaney (USA), Torsten Bock (GER) |
| 2004. augusztus 27. 18:15 | (2–2, 3–3, 2–0, 0–0) |     |                   | Központi Olimpiai Uszoda Játékvezetők: Aaron Chaney (USA), Torsten Bock (GER) |
| 2004. augusztus 27. 18:15 | Kásás 3              |     | Garbuzov 2        | Központi Olimpiai Uszoda Játékvezetők: Aaron Chaney (USA), Torsten Bock (GER) |

| 2004. augusztus 27. 21:00 | Görögország (GRE)    | 3–7 | Szerbia és Montenegró (SCG) | Központi Olimpiai Uszoda\|Olympic Aquatic Centre Játékvezetők: Roberto Petronilli (ITA), Erhan Tulga (TUR) |
| 2004. augusztus 27. 21:00 | (1–2, 1–3, 1–1, 0–1) |     |                             | Központi Olimpiai Uszoda\|Olympic Aquatic Centre Játékvezetők: Roberto Petronilli (ITA), Erhan Tulga (TUR) |
| 2004. augusztus 27. 21:00 | három játékos 1      |     | Jokić 2                     | Központi Olimpiai Uszoda\|Olympic Aquatic Centre Játékvezetők: Roberto Petronilli (ITA), Erhan Tulga (TUR) |

### A 11. helyért
| 2004. augusztus 27. 09:30 | Kazahsztán (KAZ)     | 15–7 | Egyiptom (EGY)     | Központi Olimpiai Uszoda Játékvezetők: Pavel Rezek (CZE), Decio Patelli (BRA) |
| 2004. augusztus 27. 09:30 | (6–0, 1–2, 5–3, 3–2) |      |                    | Központi Olimpiai Uszoda Játékvezetők: Pavel Rezek (CZE), Decio Patelli (BRA) |
| 2004. augusztus 27. 09:30 | Zajcev 7             |      | Mashhour, Khalil 2 | Központi Olimpiai Uszoda Játékvezetők: Pavel Rezek (CZE), Decio Patelli (BRA) |

### A 9. helyért
| 2004. augusztus 29. 09:30 | Ausztrália (AUS)     | 8–7 | Horvátország (CRO) | Központi Olimpiai Uszoda Játékvezetők: Kiszelly Gábor (HUN), Mohamed Sayed Mahmoud (EGY) |
| 2004. augusztus 29. 09:30 | (2–0, 3–4, 1–1, 2–2) |     |                    | Központi Olimpiai Uszoda Játékvezetők: Kiszelly Gábor (HUN), Mohamed Sayed Mahmoud (EGY) |
| 2004. augusztus 29. 09:30 | Whalan 5             |     | Franković 3        | Központi Olimpiai Uszoda Játékvezetők: Kiszelly Gábor (HUN), Mohamed Sayed Mahmoud (EGY) |

### A 7. helyért
| 2004. augusztus 29. 10:45 | Egyesült Államok (USA) | 9–8 | Olaszország (ITA) | Központi Olimpiai Uszoda Játékvezetők: Andrei Afanasiev (RUS), Boris Margeta (SLO) |
| 2004. augusztus 29. 10:45 | (2–2, 2–0, 2–3, 3–3)   |     |                   | Központi Olimpiai Uszoda Játékvezetők: Andrei Afanasiev (RUS), Boris Margeta (SLO) |
| 2004. augusztus 29. 10:45 | Azevedo, Smith 3       |     | Angelini 3        | Központi Olimpiai Uszoda Játékvezetők: Andrei Afanasiev (RUS), Boris Margeta (SLO) |

### Az 5. helyért
| 2004. augusztus 29. 12:00 | Németország (GER)    | 6–4 | Spanyolország (ESP) | Központi Olimpiai Uszoda Játékvezetők: Nikolaos Stavropoulos (GRE), Peter Bookelman (NED) |
| 2004. augusztus 29. 12:00 | (2–2, 3–1, 0–0, 1–1) |     |                     | Központi Olimpiai Uszoda Játékvezetők: Nikolaos Stavropoulos (GRE), Peter Bookelman (NED) |
| 2004. augusztus 29. 12:00 | Nossek 2             |     | Hernández 2         | Központi Olimpiai Uszoda Játékvezetők: Nikolaos Stavropoulos (GRE), Peter Bookelman (NED) |

### Bronzmérkőzés
| 2004. augusztus 29. 16:00 | Oroszország (RUS)    | 6–5 | Görögország (GRE) | Központi Olimpiai Uszoda\|Olympic Aquatic Centre Játékvezetők: Sergio Borrell (ESP), Mario Brguljan (SCG) |
| 2004. augusztus 29. 16:00 | (1–1, 3–1, 1–2, 1–1) |     |                   | Központi Olimpiai Uszoda\|Olympic Aquatic Centre Játékvezetők: Sergio Borrell (ESP), Mario Brguljan (SCG) |
| 2004. augusztus 29. 16:00 | Csomahidze 4         |     | J. Afrudákisz 3   | Központi Olimpiai Uszoda\|Olympic Aquatic Centre Játékvezetők: Sergio Borrell (ESP), Mario Brguljan (SCG) |

### Döntő
| 2004. augusztus 29. 17:30 | Magyarország (HUN)   | 8–7 | Szerbia és Montenegró (SCG) | Központi Olimpiai Uszoda Játékvezetők: Alan Balfanbayev (KAZ), Roberto Petronilli (ITA) |
| 2004. augusztus 29. 17:30 | (2–3, 3–2, 0–2, 3–0) |     |                             | Központi Olimpiai Uszoda Játékvezetők: Alan Balfanbayev (KAZ), Roberto Petronilli (ITA) |
| 2004. augusztus 29. 17:30 | Kiss 4               |     | Šapić 2                     | Központi Olimpiai Uszoda Játékvezetők: Alan Balfanbayev (KAZ), Roberto Petronilli (ITA) |

| A 2004. évi nyári olimpiai játékok férfi vízilabdatornájának olimpiai bajnoka |
| · MAGYARORSZÁG · 8. cím                                                       |
| ----------------------------------------------------------------------------- |

## Végeredmény
| Helyezés | Csapat                      | M | Gy | D | V | G+ | G– | Gk  | P  |
| -------- | --------------------------- | - | -- | - | - | -- | -- | --- | -- |
| Arany    | Magyarország (HUN)          | 7 | 7  | 0 | 0 | 59 | 39 | +20 | 14 |
| Ezüst    | Szerbia és Montenegró (SCG) | 8 | 6  | 0 | 2 | 58 | 42 | +16 | 12 |
| Bronz    | Oroszország (RUS)           | 8 | 5  | 0 | 3 | 55 | 45 | +10 | 10 |
| 4.       | Görögország (GRE)           | 7 | 4  | 0 | 3 | 51 | 40 | +11 | 8  |
|          |                             |   |    |   |   |    |    |     |    |
| 5.       | Németország (GER)           | 7 | 4  | 1 | 2 | 51 | 44 | +7  | 9  |
| 6.       | Spanyolország (ESP)         | 7 | 3  | 0 | 4 | 44 | 44 | +0  | 6  |
| 7.       | Egyesült Államok (USA)      | 7 | 4  | 0 | 3 | 47 | 50 | –3  | 8  |
| 8.       | Olaszország (ITA)           | 7 | 4  | 0 | 3 | 58 | 40 | +18 | 8  |
|          |                             |   |    |   |   |    |    |     |    |
| 9.       | Ausztrália (AUS)            | 8 | 3  | 1 | 4 | 60 | 53 | +7  | 7  |
| 10.      | Horvátország (CRO)          | 8 | 2  | 0 | 6 | 61 | 61 | +0  | 4  |
| 11.      | Kazahsztán (KAZ)            | 7 | 1  | 0 | 6 | 41 | 59 | –18 | 2  |
| 12.      | Egyiptom (EGY)              | 7 | 0  | 0 | 7 | 26 | 94 | –68 | 0  |